# Uitdam
Uitdam es una localidad de la provincia de Holanda Septentrional en los Países Bajos. Forma parte del municipio de Waterland. Está situada a orillas del IJsselmeer a unos 12 km al noreste de Ámsterdam. En 2004 tenía 160 habitantes. 
En Uitdam murió en 1692 la pintora barroca Maria van Oosterwijck.

## Galería

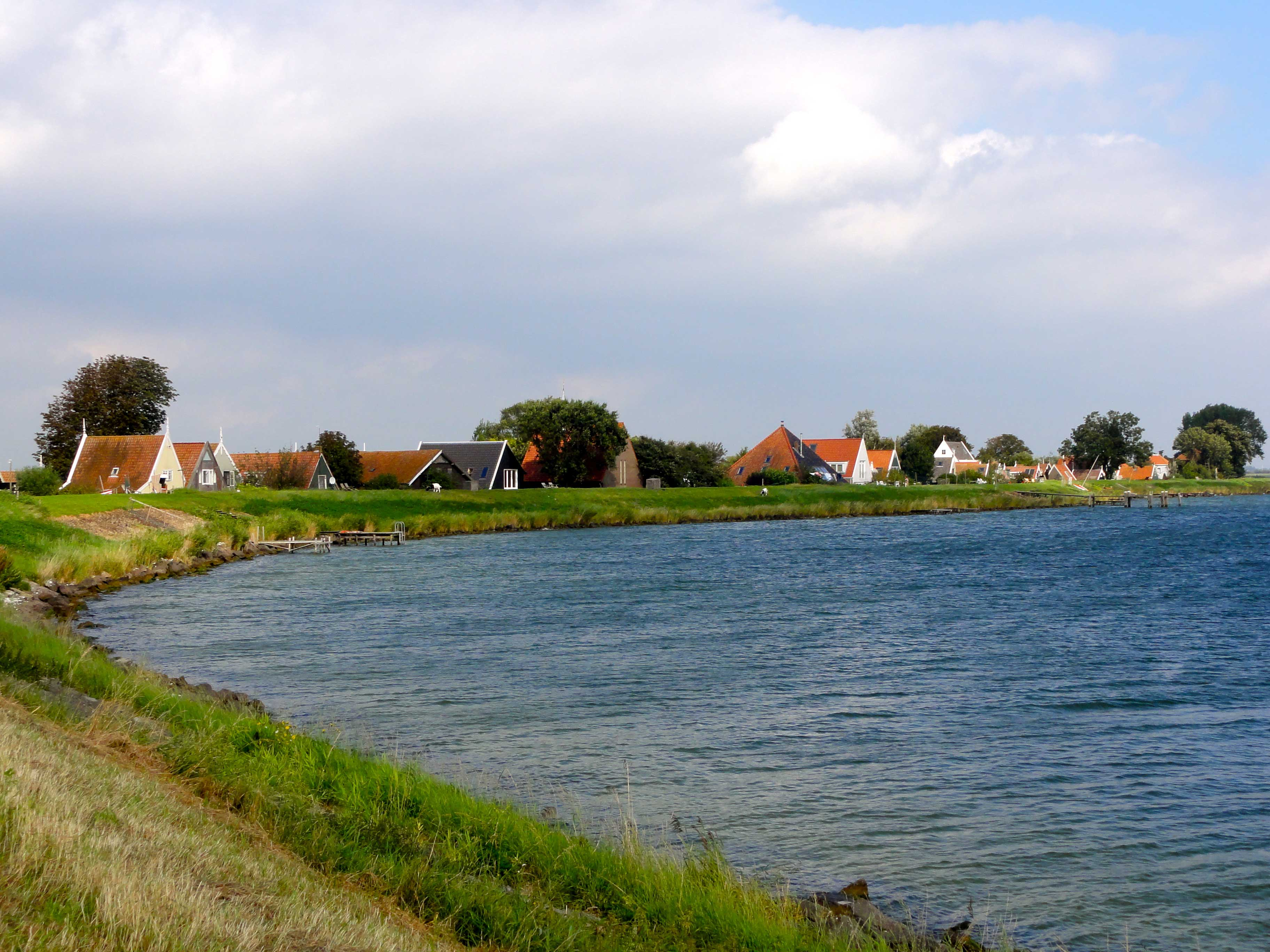
Markermeer
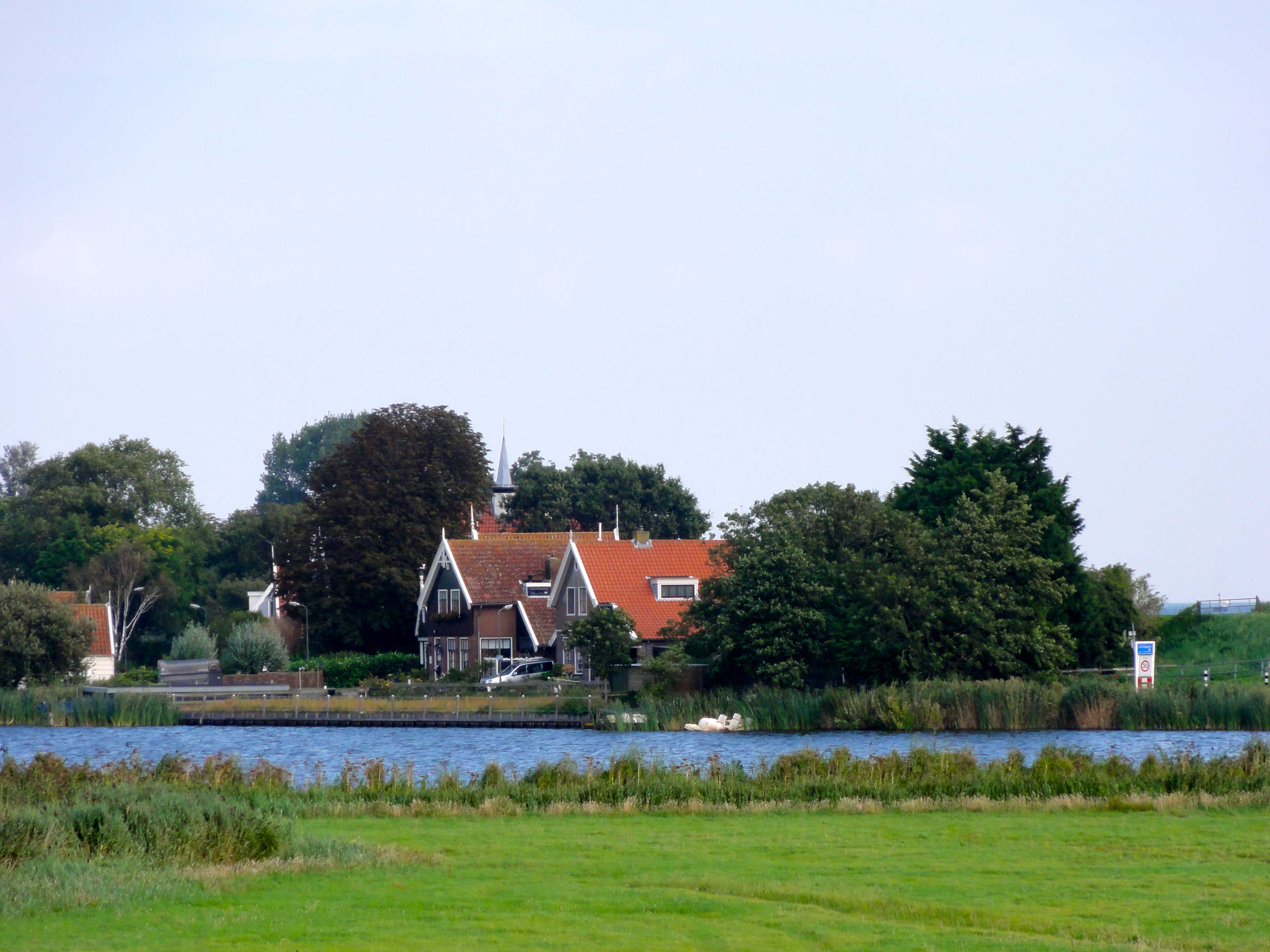
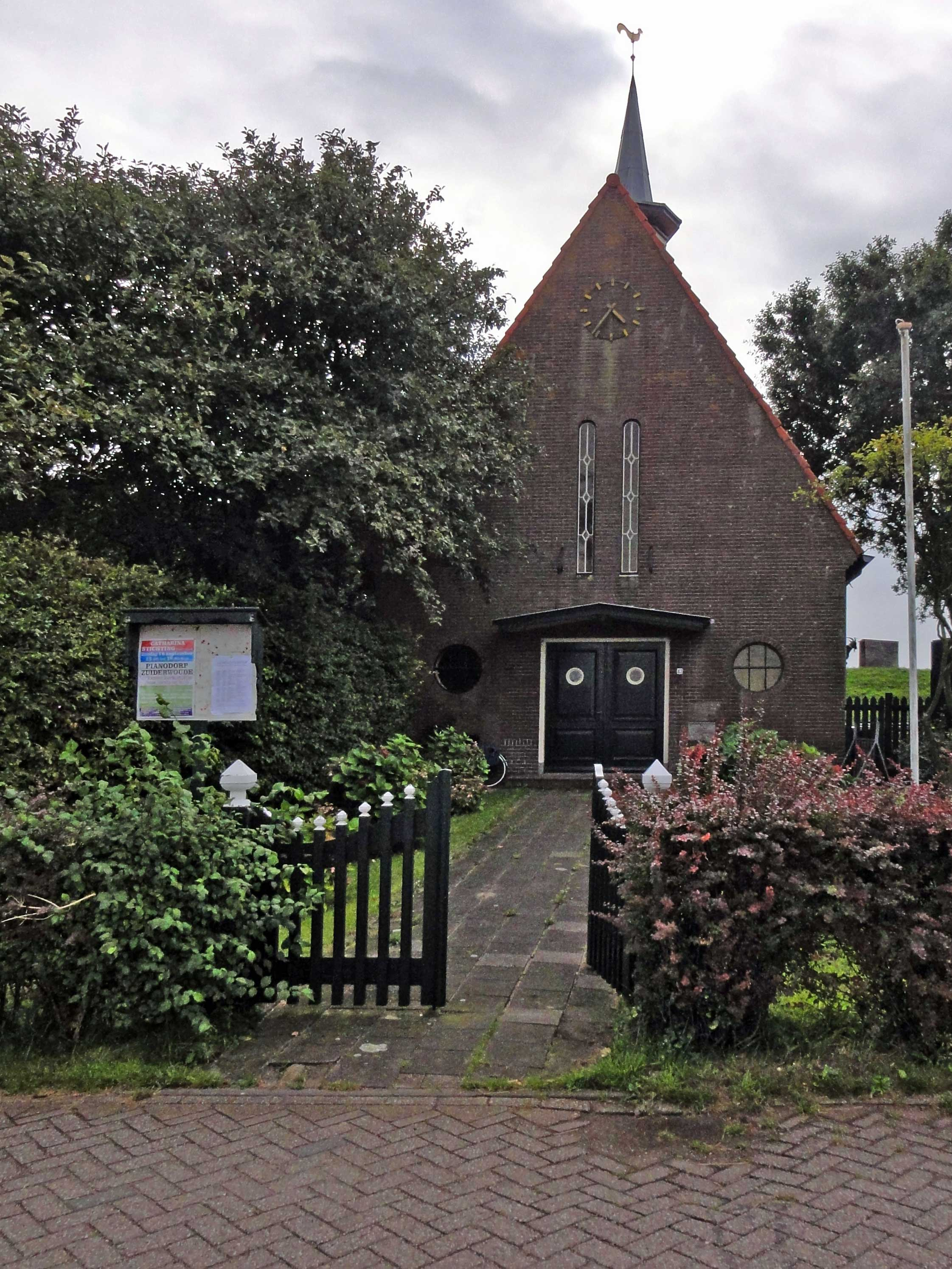
Iglesia